# 송종익
송종익(宋鍾翊, 1887년 2월 27일 ~ 1956년 1월 7일)는 한국의 독립 운동가이다. 본관은 야성, 호는 우강(友江), 대구 중구 출신이다.
1905년 일본으로 유학을 갔으며 1906년 4월 미국으로 건너가 재미 한국인의 애국 계몽 운동 단체인 공립협회에 가입했다. 1908년 전명운과 장인환이 미국 외교관 D. W. 스티븐스를 암살한 사건이 일어난 이후부터 재판후원회 재무로 활동하였다. 1913년 흥사단 창단 때 경상도 대표를 지냈으며 1919년에는 흥사단 이사장과 대한인국민회 재무를 지냈다.
1936년 북미 대한인국민회 총회관 건축 위원으로 임명되었다. 1941년 하와이에서 열린 해외한족대회 때 북미 대한인국민회 대표로 참석하여 재미한족연합위원회를 설립했고 집행부 위원 겸 재무를 맡았다. 1941년 12월에 열린 대한인국민회 총회에서 로스앤젤레스 대표로 참가하여 대한인국민회 부의장으로 선출되었고 1944년에는 주미외무위원회 위원으로 선출된다. 1945년 11월 재미한족연합위원회 대표단의 일원으로 귀국했지만 몇 달 뒤에 다시 미국으로 건너간다. 1956년 1월 7일 사망했으며 1995년 대한민국 정부로부터 건국훈장 독립장을 추서받았다.